# Ion Barbu
Ion Barbu (egentligen Dan Barbilian), född 18 mars 1895 i Câmpulung-Muscel, död 11 augusti 1961 i Bukarest, var en rumänsk författare och matematiker. År 1942 blev han utnämnd till professor i algebra vid universitetet i Bukarest. Barbu gav ut två diktsamlingar.
Barbu är begravd på Bellu begravningsplats.